# Yair Clavijo
Yair José Clavijo Panta (Lima, 4 de janeiro de 1995 - Cuzco, 21 de julho de 2013) foi um futebolista peruano que atuava como defensor.

## Carreira
Profissionalizou-se em 2012, no Sporting Cristal, vencendo o Campeonato Descentralizado.

## Morte
Em 21 de julho de 2013, Sporting Cristal e Real Garcilaso enfrentaram-se num amistoso em Cuzco, e logo após o encerramento da partida, Clavijo sofreu uma parada cardiorrespiratória em pleno gramado. No Estádio Municipal de Urcos, onde o jogo foi realizado, percebeu-se a ausência de um desfibrilador, fator que pesou para que a situação do jogador piorasse, e fez com que ele viesse a falecer logo em seguida. Ao receber a notícia, o técnico do Sporting Cristal, Roberto Mosquera, passou mal e também desmaiou, mas conseguiu se recuperar.
Pouco depois, foi detectada a causa-mortis: um edema cerebral decorrente de uma cardiomiopatia hipertrófica.